# 潮凪信号場
潮凪信号場（しおなぎしんごうじょう）は、愛知県名古屋市港区潮凪町にある名古屋臨海高速鉄道あおなみ線の信号場である。

## 構造
潮凪信号場は、稲永駅と野跡駅の間にあり、本線（下り線）から潮凪車庫（車両基地）への出入庫線が分岐する分岐型の信号場である。分岐点の北側（名古屋駅寄り）に、片渡り線が付属している。そのため車庫から名古屋駅方面（上り）へは渡り線を使用してそのまま直通できる構造であるが、金城ふ頭駅方面（下り）へは一旦本線に停車し、下り方向へ進行方向を転換する必要がある。信号場自体は高架上にあるが、潮凪車庫は地上にある。

## 歴史
この信号場のある場所は、かつて東海道本線貨物支線（通称・西名古屋港線）の西名古屋港駅（貨物駅、2001年廃止）があった場所である。
- 2004年（平成16年）10月6日：あおなみ線開業に伴い新設。

## 周辺
- 潮凪住宅
- ダイナム稲永店
- 稲永東公園

## 隣の駅
名古屋臨海高速鉄道
■西名古屋港線（あおなみ線）
稲永駅 (AN09) - （潮凪信号場） - 野跡駅 (AN10)
- ()内は駅番号を示す。